# 624

624(육백이십사)는 623보다 크고 625보다 작은 자연수다.

## 수학
- 합성수로, 그 약수는 총 20개다. (1, 2, 3, 4, 6, 8, 12, 13, 16, 24, 26, 39, 48, 52, 78, 104, 156, 208, 312, 624)
  - 624의 진약수의 합은 1112이므로, 624는 과잉수다.
- 50번째 불가촉수다. 앞의 불가촉수는 612, 다음은 626이다.
- 8번째 이십사각수다. 앞의 이십사각수는 469, 다음은 801이다.
- {\displaystyle 624=24\times 26}
  - 연속하는 두 짝수의 곱으로 나타낼 수 있으며, 이 성질을 지닌 앞의 수는 528, 다음 수는 728이다.

## 과학
- 624 헥토르: 목성 트로이군.

## 교통

### 철도
- 서울 지하철 6호선 광흥창역의 역번호.

### 도로
- 고속도로
  - 오토루트 624호선(프랑스어판): 프랑스의 고속도로.
- 기타 도로
  - 624번 지방도: 충청남도 아산시 인주면에서 천안시 서북구 성환읍까지 이어지는 대한민국의 지방도.
  - 현도 제624호선

## 군사
- U-624(영어판): 제2차 세계 대전에 사용된 나치 독일의 군용 잠수함.

## 문화유산
- 대한민국의 보물 제624호: 황남대총 북분 유리잔

## 기타
- 날짜: 6월 24일
- 연도: 624년, 기원전 624년